# Une star dans la mafia
Pour plus de détails, voir Fiche technique et Distribution.
Une star dans la mafia (Strictly Sinatra) est un film britannique réalisé par Peter Capaldi en 2001.

## Synopsis
Un crooner, jusqu'alors peu gâté par le destin, fait une rencontre qui va changer le cours de sa vie ; un parrain local prend sa carrière en main.

## Fiche technique
- Titre : Une star dans la mafia
- Titre original : Strictly Sinatra
- Réalisation : Peter Capaldi
- Scénario : Peter Capaldi
- Musique : Stanislas Syrewicz
- Photographie : Stephen Blackman
- Montage : Martin Walsh
- Production : Ruth Kenley-Letts
- Société de production : DNA Films et Saracen Street
- Société de distribution : Universal Pictures (États-Unis)
- Pays de production :  Royaume-Uni
- Genre : Drame et romance
- Durée : 97 minutes
- Dates de sortie : 
  - Royaume-Uni : 9 novembre 2001
  - France : 7 mars 2003 (directement en vidéo[1])

## Distribution
- Ian Hart : Toni Cocozza
- Kelly Macdonald : Irene
- Brian Cox : Chisolm
- Alun Armstrong : Bill
- Tommy Flanagan : Michaelangelo
- Iain Cuthbertson : Connolly
- Una McLean : Dainty
- Jimmy Chisholm : Kenny
- Jimmy Yuill : Rod Edmunds
- Richard E. Grant : lui-même
- Jimmy Tarbuck : lui-même